# Öster-Långtjärnen (Laxsjö socken, Jämtland)
Öster-Långtjärnen är en sjö i Krokoms kommun i Jämtland och ingår i Indalsälvens huvudavrinningsområde. Sjön har en area på 0,132 kvadratkilometer och ligger 472,4 meter över havet. Sjön avvattnas av vattendraget Lillån.

## Delavrinningsområde
Öster-Långtjärnen ingår i det delavrinningsområde (708922-144639) som SMHI kallar för Mynnar i Väster-Lillsjön. Medelhöjden är 519 meter över havet och ytan är 10,51 kvadratkilometer. Räknas de 6 avrinningsområdena uppströms in blir den ackumulerade arean 27,03 kvadratkilometer. Lillån som avvattnar avrinningsområdet har biflödesordning 4, vilket innebär att vattnet flödar genom totalt 4 vattendrag innan det når havet efter 264 kilometer. Avrinningsområdet består mestadels av skog (81 procent). Avrinningsområdet har 0,13 kvadratkilometer vattenytor vilket ger det en sjöprocent på 1,3 procent.